# Aliou Baldé
Aliou Badara Baldé (Ziguinchor, 12 dicembre 2002) è un calciatore guineano con cittadinanza senegalese, attaccante del San Gallo, in prestito dal Nizza.

## Caratteristiche tecniche
Gioca come ala offensiva in entrambi i lati del campo,può giocare all'occorrenza anche come centravanti.
Nel 2019 è stato incluso dal The Guardian fra i migliori 60 calciatori nati nel 2002.

## Carriera

### Club

#### Feyenoord e vari prestiti
Baldé è cresciuto nel settore giovanile del Diambars da cui nel gennaio 2021 è stato acquistato dal Feyenoord. Il 20 marzo dello stesso anno ha esordito nel calcio professionistico nell'incontro di Eredivisie pareggiato 1-1 contro l'Emmen ma poco dopo ha subito un infortunio al ginocchio che lo ha tenuto fermo per diversi mesi. Ha fatto i suo rientro in campo il 29 agosto contro l'Utrecht.
Il 7 gennaio 2022 è stato ceduto in prestito al Waasland-Beveren fino al termine della stagione. Il 31 agosto 2022 è passato con la stessa formula al Dordrecht dove ha trovato una buona continuità segnando 8 gol in 15 incontri.

#### Losanna
Nel gennaio 2023 il prestito è stato interrotto anticipatamente e Baldé è stato ceduto a titolo definitivo al Losanna. Con 5 goal e 4 assist in 14 presenze di Super League realizza una stagione positiva,attirando cosi l'attenzione di diverse squadre.

#### Nizza e prestito al Bochum
Il 1º settembre 2023 ha firmato un contratto di cinque anni con il Nizza.
Dopo avere trovato poco spazio coi nizzardi il 10 agosto 2024 viene ceduto in prestito al Bochum.

### Nazionale
Ha giocato nella nazionale senegalese Under-17.
Successivamente ha optato per rappresentare la Guinea, nazionale delle sue origini, con cui ha esordito il 10 giugno 2024 nella sconfitta interna contro il Mozambico (0-1).

## Statistiche
Statistiche aggiornate al 7 luglio 2024.

### Presenze e reti nei club
| Stagione         | Squadra          | Campionato       | Campionato | Campionato | Coppe nazionali | Coppe nazionali | Coppe nazionali | Coppe continentali | Coppe continentali | Coppe continentali | Altre coppe | Altre coppe | Altre coppe | Totale | Totale | Totale |
| Stagione         | Squadra          | Comp             | Pres       | Reti       | Comp            | Pres            | Reti            | Comp               | Pres               | Reti               | Comp        | Pres        | Reti        | Pres   | Reti   |        |
| ---------------- | ---------------- | ---------------- | ---------- | ---------- | --------------- | --------------- | --------------- | ------------------ | ------------------ | ------------------ | ----------- | ----------- | ----------- | ------ | ------ | ------ |
| 2020-2021        | Feyenoord        | ED               | 3          | 0          | CO              | 0               | 0               | -                  | -                  | -                  | -           | -           | -           | 3      | 0      |        |
| 2021-gen. 2022   | Feyenoord        | ED               | 1          | 0          | CO              | 0               | 0               | UECL               | 1                  | 0                  | -           | -           | -           | 2      | 0      |        |
| Totale Feyenoord | Totale Feyenoord | Totale Feyenoord | 4          | 0          |                 | 0               | 0               |                    | 1                  | 0                  |             | -           | -           | 5      | 0      |        |
| gen.-giu. 2022   | Waasland-Beveren | D2               | 7          | 0          | CB              | 0               | 0               | -                  | -                  | -                  | -           | -           | -           | 7      | 0      |        |
| 2022-gen. 2023   | Dordrecht        | 1D               | 15         | 8          | CO              | 1               | 0               | -                  | -                  | -                  | -           | -           | -           | 16     | 8      |        |
| gen.-giu. 2023   | Losanna          | ChL              | 14         | 5          | CS              | 0               | 0               | -                  | -                  | -                  | -           | -           | -           | 14     | 5      |        |
| ago. 2023        | Losanna          | SL               | 5          | 2          | CS              | 1               | 0               | -                  | -                  | -                  | -           | -           | -           | 6      | 2      |        |
| Totale Losanna   | Totale Losanna   | Totale Losanna   | 19         | 7          |                 | 1               | 0               |                    | -                  | -                  |             | -           | -           | 20     | 7      |        |
| set. 2023-2024   | Nizza            | L1               | 7          | 0          | CF              | 2               | 0               | -                  | -                  | -                  | -           | -           | -           | 9      | 0      |        |
| Totale carriera  | Totale carriera  | Totale carriera  | 52         | 15         |                 | 4               | 0               |                    | 1                  | 0                  |             | -           | -           | 57     | 15     |        |